# 交響曲第2番 (ニールセン)
交響曲第2番 ロ短調 『四つの気質』（Symfoni Nr.2 "De fire temperamenter"）op.16, FS.29は、1901年から1902年11月22日にかけて作曲されたカール・ニールセン作曲の交響曲。

## 概要
この交響曲の副題である『四つの気質』とは、古代ギリシアの医師ヒポクラテスの四体液説に基づく人間の気質の分類方法であり、陽気で活発な性格の多血質、短気で怒りっぽい胆汁質、鋭く冷静、知的な粘液質、陰気でメランコリックな憂鬱質に分類される。
この交響曲の楽章もそれぞれの気質になぞって作られているが、一般的には標題音楽ではないとされている（標題音楽なのかどうか論争も起こった）。

## 曲の構成
この曲は以下の4楽章から成り立っている。
- 第1楽章　アレグロ・コッレーリコ（胆汁質）
- 第2楽章　アレグロ・コーモド・エ・フレンマーティコ（粘液質）
- 第3楽章　アンダンテ・マリンコーリコ（憂鬱質）
- 第4楽章　アレグロ・サングイーネオ（多血質）

### 第1楽章
激しい和音からはじまり、怒りっぽい第1主題が提示される。これに対する第2主題は穏やかで、転調もし、移り易い性格を暗示しているようである。コデッタは3拍子で、歌謡的な主題が示される。攻撃的な2音ずつのモティーフが重なって、展開部となる。型どおりの再現部の後、第1主題でコーダが始まり、叩き付けるような和音で曲を閉じる。激しくもロマンティックな曲想。
ニールセンはこの楽章を『男は馬にまたがり、手に長い刀を持っていた。彼はその刀で空気を切り裂こうとしている。彼の目は飛び出し、乱れた髪は顔全体に覆い被さらんばかり。あまりにも恐ろしげで、悪魔的で私は噴出しそうになってしまった。』と書いている。

### 第2楽章
落ち着いた知的な曲想。歌うようなワルツに始まり、そよ風のなかをたゆたうように曲が進む。ティンパニの一撃から少しすると再現部となる。
ニールセンは、この楽章のイメージを、『彼は10代で、彼が本当に好きなのは小鳥が歌い、魚が泳ぎ、日光が暖かくさし、風が眉毛をやさしくゆする場所で寝そべることだ。彼は金髪で、幸福な表情をし、うぬぼれたところは無く、かすかな憂いの影があり、人はだれでも彼に親切にしなくてはと思う。.....彼は、ダンスをするほど活発ではないのだが、ゆるやかなワルツのリズムで体をゆすることはあるかもしれない。私はそれをこの楽章に使い、この気質を書こうと思った。』と書いている。

### 第3楽章
大きく沈んだ憂鬱な曲想で劇的な雰囲気の部分もある。
弦の下降音形で始まる。各楽器の低音域を重ねた和音が、憂鬱さを醸し出す。ヴァイオリンが高音域に駆け上り、金管が加わり盛り上がる。中間部は木管で始まる。弦とホルンのユニゾンで再現部となる。金管が中心となって和音を重ね、クライマックスが導かれる。

### 第4楽章
第3楽章とは一変、今度は楽しい曲想に移る。ティンパニの合図で始まる飛び跳ねるような主題が印象的である。おだやかな中間部をはさみ、再び飛び跳ねるような曲想に移りクライマックスに至る。
ニールセンは、この楽章のイメージを、『私はこの楽章で、全世界が自分のものだと思い、何もしなくても幸福が舞い込んでくると信じて、何も考えずに突き進む男をえがこうとした。時には、彼が脅え、荒っぽいシンコペーションで息を呑むこともある。しかし、そんな事はすぐに忘れ去り、またいつもの彼に戻る。たとえ、音楽が短調になっても彼の陽気なうわべだけの性格は、はっきりと分かるのである。』と書いている。

## オーケストラ編成
フルート3、オーボエ3、クラリネット2、ファゴット2、ホルン4、トランペット3、トロンボーン3、テューバ、ティンパニ、弦5部

## 初演・出版等

### 世界初演
1902年12月1日、作曲者自身の指揮により行われた。

### 日本初演
1930年10月15日　日本青年館でC.ラウルトップ指揮の新交響楽団による。

### 出版
1904年、ヴィルヘルム・ハンセン社

### 演奏時間
約32分（「北欧の巨匠」による。）